# Aventures dans l'océan Indien
Aventures dans l'océan Indien est une série de bande dessinée française scénarisée par Daniel Vaxelaire et dessinée par Michel Faure. Publiée par Arts Graphiques Modernes, elle est composée de deux albums, le premier paru en 1978 sous le titre La Buse et la "Vierge du Cap" et le second en 1979 sous celui de La Fin de La Buse. Historique, elle suit les aventures du pirate Olivier Levasseur, dit La Buse, en retraçant ses principaux faits d'armes dans le sud-ouest de l'océan Indien, notamment le combat d'Anjouan aux Comores et le combat de Saint-Denis à Bourbon, aujourd'hui La Réunion. Les deux albums ont été réédités par les éditions Orphie en 2005.

## Titres parus
- La Buse et la "Vierge du Cap", tome 1, Arts Graphiques Modernes, 1978.
  - Éditions Orphie, 2005 –  (ISBN 978-2-87763-241-6)
- La Fin de La Buse, tome 2, Arts Graphiques Modernes, 1979.
  - Éditions Orphie, 2005 –  (ISBN 978-2-87763-242-3)